# Massa tropical atlântica

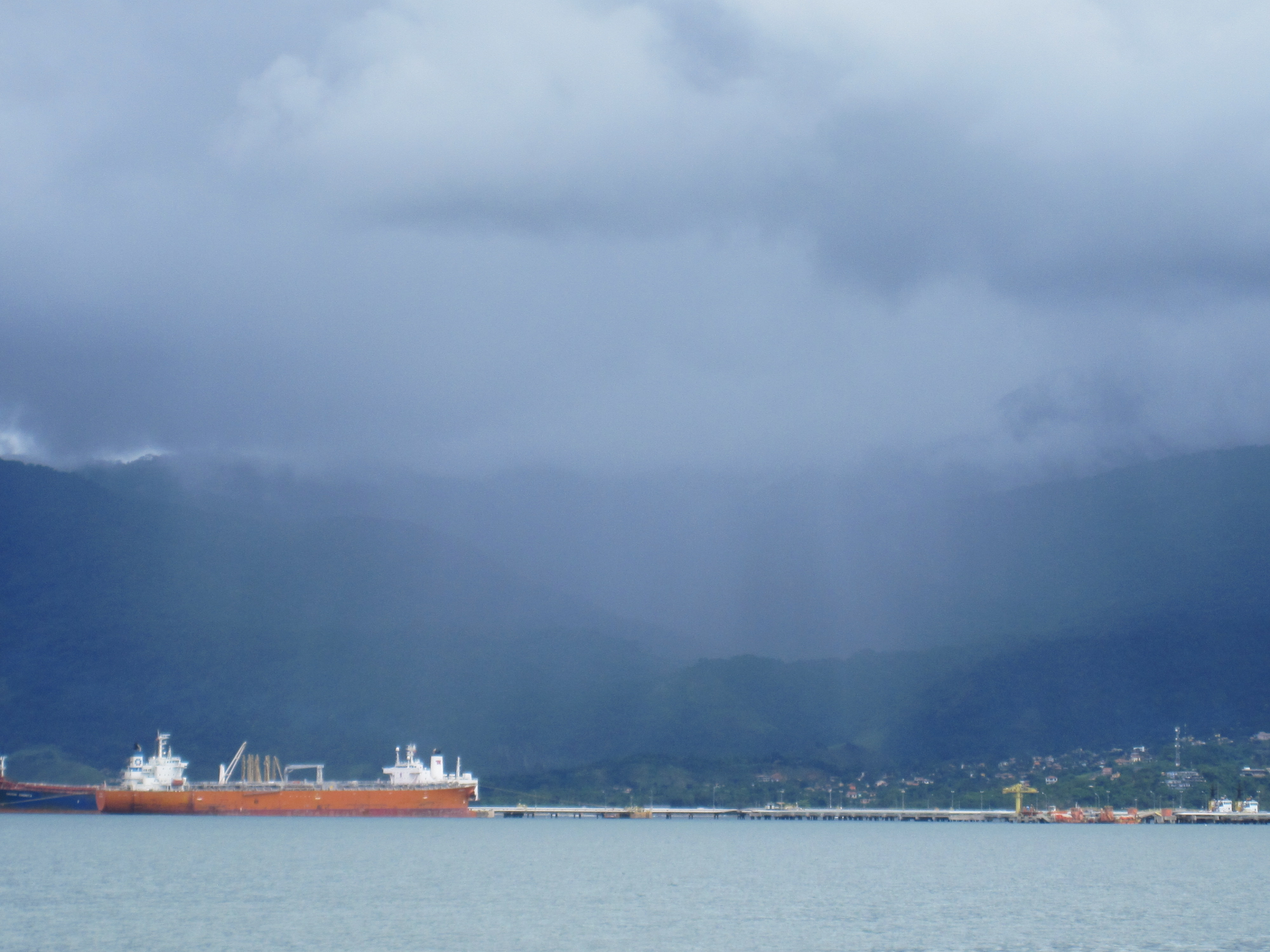
Evento de precipitação em Ilhabela, São Paulo, cuja ocorrência nessa região é favorecida pela atuação da massa tropical atlântica.

A massa tropical atlântica (mTa) é uma massa de ar de aspecto quente e úmido que é originada no Oceano Atlântico, próxima ao trópico de Capricórnio em mares brasileiros. Atua durante todo o ano sobre a maior parte do Litoral do Brasil, desde o Nordeste até a Região Sul, favorecendo a manutenção de índices de umidade relativa do ar elevados e temperaturas altas. Nos meses do verão do hemisfério sul, no entanto, sua abrangência fica restrita ao interior dos estados das regiões Sul e Sudeste, enquanto que no inverno alcança boa parte do Nordeste e Centro-Oeste. A massa tropical atlântica ocasiona chuvas frontais no litoral, em destaque no Sul e no Sudeste. Além disso, ocorrem também chuvas orográficas no Nordeste e no Sudeste devido às formações geológicas de tais regiões (Chapada Diamantina e Serra da Mantiqueira no Nordeste; Serra do Mar e da Mantiqueira no Sudeste). 